# Mariano Moreira Lopes
Mariano Moreira Lopes foi um militar português, que atingiu o posto de Tenente-coronel.

## Biografia

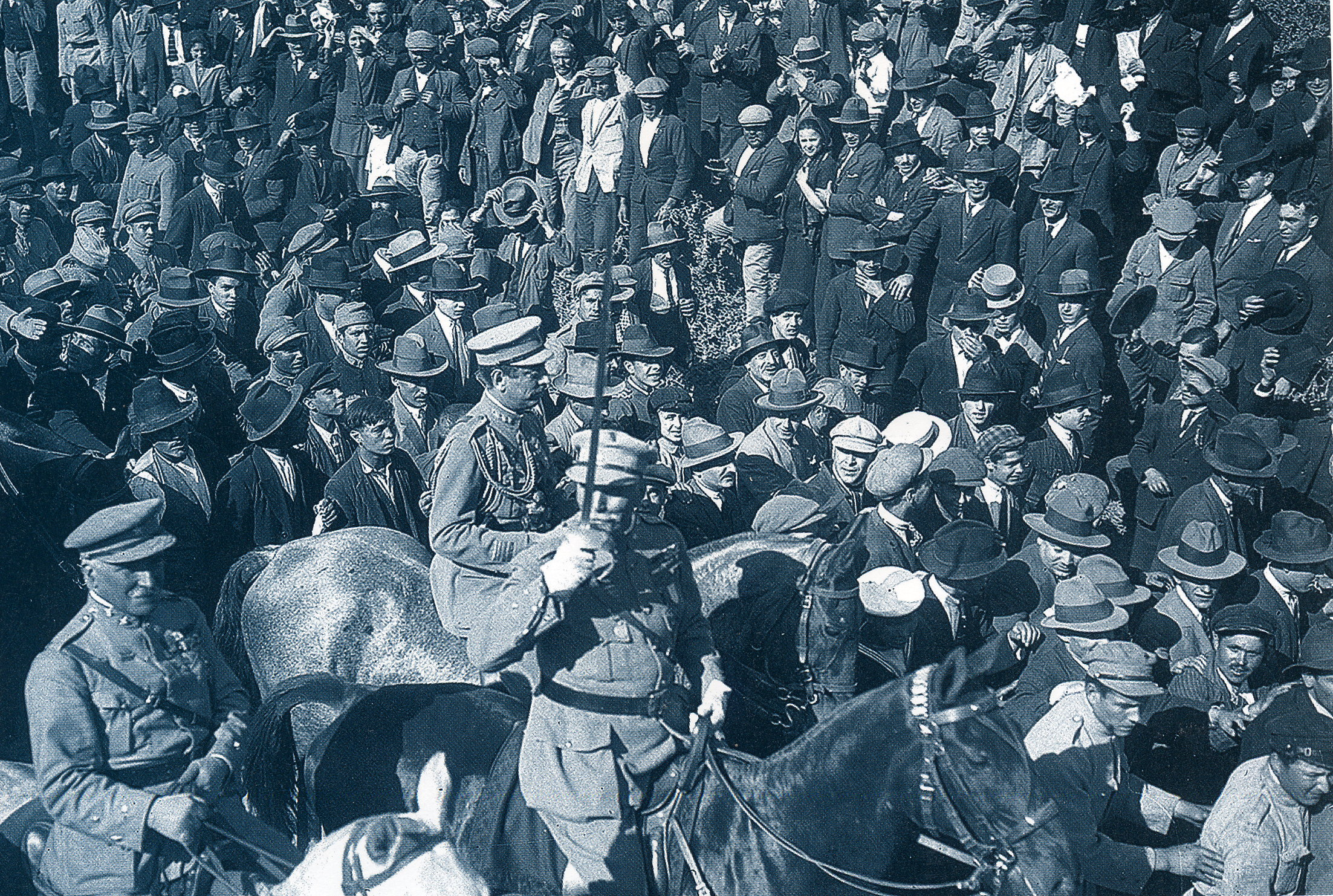
Desfile de Gomes da Costa e das suas tropas após a Revolução de 28 de Maio de 1926.

### Carreira militar
Participou na Primeira Guerra Mundial, como parte do Corpo Expedicionário Português, tendo assumido em França as posições de comandante de companhia dos Batalhões de Infantaria 34 e 17. Foi ferido duas vezes, e durante a batalha em 9 de Abril foi aprisionado pelo inimigo.
Era um partidário do nacionalismo, tendo participado no golpes de 18 de Abril e 19 de Julho de 1925, e durante a Revolução de 28 de Maio de 1926 foi ajudante de campo de Gomes da Costa, em Braga. Também lutou durante a Revolta de Fevereiro de 1927, onde foi gravemente ferido, tendo sido transportado do Largo do Rato para o Hospital da Estrela, onde ficou internado durante cerca de sete meses. Foi declarado incapaz por uma junta médica, tendo passado à reserva.
Em 1959, o Conselho de Ministros promoveu-o a tenente-coronel de reserva.
Também fez parte do Tribunal Militar Especial, trabalhou na Direcção-Geral de Espectáculos, e exerceu como delegado do governo na Empresa das Minas de Rio Maior.

### Falecimento
Faleceu no dia 17 de Março de 1962, em Lisboa. O funeral teve lugar no dia seguinte, na Igreja de São João de Deus, e foi enterrado no Cemitério dos Prazeres.

## Condecorações
Foi homenageado com o grau de oficial na Ordem da Torre e Espada em 30 de Junho de 1939, e de cavaleiro nas Ordens de Cristo e Avis em 5 de Outubro de 1928.
Também recebeu as medalhas da Cruz de Guerra, Valor Militar, Bons Serviços, Vitória e das Campanhas da Primeira Guerra Mundial.